# Bố Trạch
Bố Trạch (huyện Bố Trạch) é um distrito da província de Quang Binh, na região de Bac Trung Bo, no Vietnã. Este é um distrito rural.  Distância até a capital de província (Dong Hoi): 13 km. A população estimada em 2003 era de 170.000 habitantes e sua área é de 2123,1 km², o que resulta numa densidade demográfica de 80,1 hab/km².
Localiza-se às margens do rio Son.
Bố Trạch é subdividido em 2 cidades (thị trấn) e em 15 comunas rurais (xã):
- Cidades: Hoàn Lão e Nông Trường Việt Trung.
- Comunas rurais: Bắc Trạch, Cự Nẫm, Đại Trạch, Đồng Trạch, Đức Trạch, Hạ Trạch, Hải Trạch, Hoà Trạch, Hoàn Trạch, Hưng Trạch, Lâm Trạch, Liên Trạch, Lý Trạch, Mỹ Trạch, Nam Trạch, Nhân Trạch, Phú Định, Phú Trạch, Phúc Trạch, Sơn Lộc, Sơn Trạch, Tân Trạch, Tây Trạch, Thanh Trạch, Thượng Trạch, Trung Trạch, Vạn Trạch, Xuân Trạch.[1]